# Wspólnota Kościoła Chrześcijan Baptystów w Oławie
Wspólnota Kościoła Chrześcijan Baptystów w Oławie – placówka Kościoła Chrześcijan Baptystów znajdujący się w Oławie, przy ulicy Kamiennej 13. Obecnie działalność wspólnoty jest zawieszona.